# Marcus Liberty
Marcus Liberty, né le 27 octobre 1968, à Chicago, en Illinois, est un ancien joueur américain de basket-ball. Il évolue aux postes d'ailier et d'ailier fort. 

## Palmarès
- McDonald's All-American 1987